# Tour San Martino in Guatolongo
La Tour San Martino in Guatolongo (en italien : Torre di San Marino in Guatolongo) est l'une des anciennes tours médiévales des murailles de Pise, dans la province de Pise en Toscane.

## Historique
La tour, de plan carré, a été construite vers 1243, date de construction de la Porta San Martino in Guatolongo (it). Elle faisait partie du système de 23 tours qui parsemaient le périmètre des remparts de la ville médiévale.
Aujourd'hui, elle est coupée à hauteur de la muraille, après la conquête florentine, et est invisible depuis la Via Benedetto Croce, étant de l'autre côté. L'accès est interdit par une construction récente proche des murailles, tandis que les trois côtés extérieurs de la tour s'élèvent dans la propriété actuelle des laboratoires Gentili.
Sa hauteur d'origine était environ le double de la souche actuelle.

## Galerie

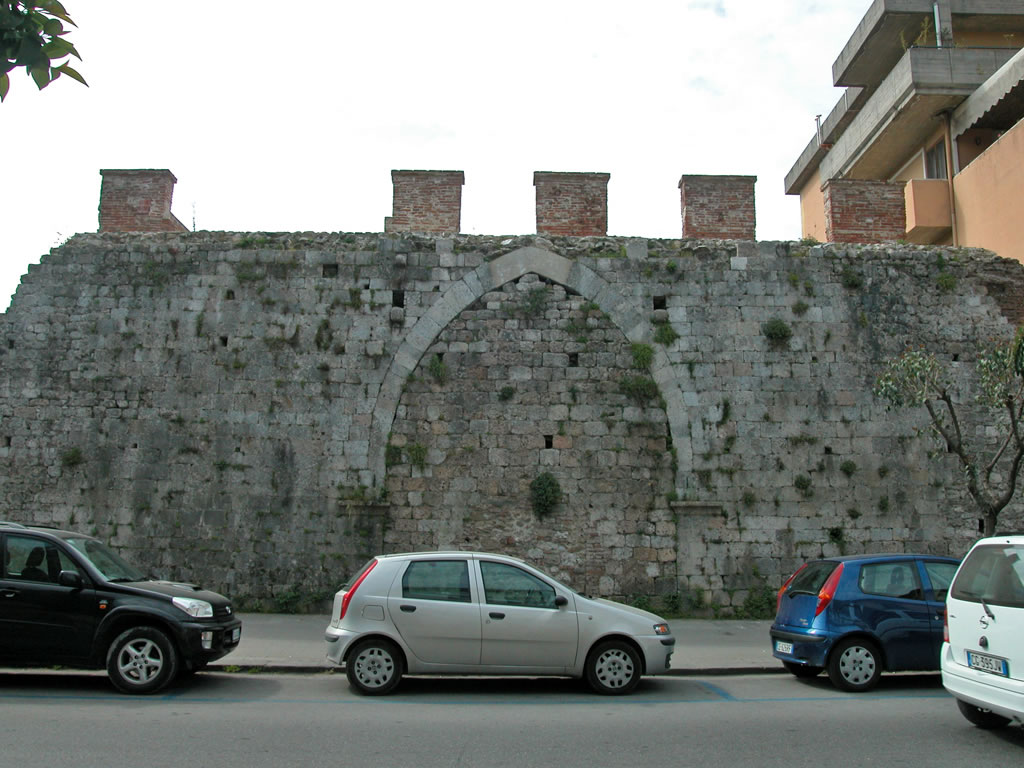
La Porta di San Martino in Guatolongo.